# Asser (munk)
Asser var en walesisk munk och biskop av Sherbourne i grevskapet Dorset på 800-talet. Han dog troligen år 910. Han är känd för att ha skrivit om Englands historia 849–887 och en biografi över Alfred den store fram till år 887.

## Källhänvisningar
1. ↑  ”John Asser”. Catholic Encyclopedia (1913), Volume 1. https://en.wikisource.org/wiki/Catholic_Encyclopedia_%281913%29/John_Asser. Läst 6 november 2014.